# San Miguel Papaxtla
San Miguel Papaxtla är en ort i Mexiko.   Den ligger i kommunen San Jerónimo Tecuanipan och delstaten Puebla, i den sydöstra delen av landet, 90 km sydost om huvudstaden Mexico City. San Miguel Papaxtla ligger 2 238 meter över havet och antalet invånare är 1 526.
Terrängen runt San Miguel Papaxtla är platt österut, men västerut är den kuperad. Runt San Miguel Papaxtla är det tätbefolkat, med 286 invånare per kvadratkilometer. Närmaste större samhälle är Puebla de Zaragoza, 19,8 km öster om San Miguel Papaxtla. Trakten runt San Miguel Papaxtla består till största delen av jordbruksmark.